# Sandalus conicicollis
Sandalus conicicollis is een keversoort uit de familie Rhipiceridae. De wetenschappelijke naam van de soort is voor het eerst geldig gepubliceerd in 1897 door Champion.